# Tauro FC
Tauro FC is een Panamese voetbalclub uit Panama-Stad. De club werd opgericht in 1984 door de Italiaanse industrieel Giancarlo Gronchi.

## Erelijst
- Landskampioen

1989, 1991, 1997, 1998, 2000, 2003, 2007 (A)